# Eresia anomala
Eresia anomala is een vlinder uit de familie Nymphalidae. De wetenschappelijke naam van de soort is voor het eerst geldig gepubliceerd in 1981 door Higgins.